# Лисогірка (Жмеринський район)
Лисогі́рка — село в Україні, у Жмеринській міській громаді Жмеринського району Вінницької області. Розташоване в північно-західній частині Жмеринського району, біля річки Згар.
На північ від села розташований Згарський заказник.

## Історія
За розповідями старожилів, початкове розташування Лисогірки було на сусідньому високому і крутому пагорбі біля старої Згарки, в урочищі, що носило назву «Селище».
До XV ст. Лисогірка належала до так званих боярських земель і 1616 року складала володіння Лисогірських.
У XVIII ст. село входило до складу Горбовецького староства і до початку XIX ст. перебувало в короткотерміновій (на 50 років) оренді у Михайла Єловицького разом із Горбівцями і Майданом-Лисогірським.
1751 року в селі збудовано Різдво-Богородицький храм, який капітально відремонтовано у 1853 році. За одним із переказів споруджено храм поміщиками Дибочем і Воронецьким, які володіли кількома селами.
У 1868 році село складалося лиш з 8 дворів. 1871 року, як зазначено в архівних документах, на посаду церковного старости затверджено відставного унтер-офіцера Очеретного до церкви Літинського повіту села Лисогірки.
1900 року населення складалося переважно з українців, зайнятих землеробством і роботою на цукровому заводі.
За даними А. Швенцона, на початку ХХ ст. при селі налічувалось всього 1094 десятини землі, у тому числі казенної — 125 десятин, церковної — 49 десятин, селянської надільної — 920 десятин. В селі була православна церква, однокласна церковно-приходська школа, відкрита в 1881 році. В ній навчалось 23 хлопчики. В селі було 6 ставків, річка і 8 криниць. Продовольчий запас дорівнював 2002 рублям 69 копійкам.
Лисогірка входила до Багринівської волості Літинського повіту.
Власником Лисогірки в 1905 році бав А. А. Русановський, у селі нараховувалося 79 дворів, у яких проживало 535 осіб.
1925 року до Лисогірської сільради входили село Майдан-Лисогірський, Хутір Мельники-Лисогірські і лісова сторожка Урочище Контровере.
Під час Голодомору 1932—1933 років померло щонайменше 122 жителі села.
1992 року колгосп перетворено на колективне сільськогосподарське підприємство. В березні 2000 року КСП утворило дочірнє підприємство ім. П. М. Нечипоренка.
12 червня 2020 року, відповідно до Розпорядження Кабінету Міністрів України від  № 707-р «Про визначення адміністративних центрів та затвердження територій територіальних громад Вінницької області», увійшло до складу Жмеринської міської громади.
19 липня 2020 року, в результаті адміністративно-територіальної реформи та ліквідації Жмеринського району, село увійшло до складу новоутвореного Жмеринського району.